# Pachydema peyerimhoffi
Pachydema peyerimhoffi är en skalbaggsart som beskrevs av Baraud 1979. Pachydema peyerimhoffi ingår i släktet Pachydema och familjen Melolonthidae. Inga underarter finns listade i Catalogue of Life.